# Cabana de volta III (Guissona)
La Cabana de volta III és una obra de Guissona (Segarra) protegida com a Bé Cultural d'Interès Local.

## Descripció
Cabana de volta construïda amb pedra i fusta. S'ha emprat petits carreus de pedra picada disposats en filades. La façana d'ingrés, orientada a sud, presenta una entrada amb brancals i llinda de pedra. A l'interior s'observa la coberta amb mitja volta de canó. Des de l'exterior s'observa la coberta plena de vegetació. El lateral esquerra surt cap endavant fent la funció de paravent. Actualment hi trobem un banc. La cabana ha estat restaurada
La cabana és una construcció característica que es trobava a les finques allunyades del poble, donava cobert al pagès i a la mula a l'hora de descansar al migida i servia d'aixopluc en cas de mal temps.
S'arriba a la cabana per la carretera L-313, direcció a Ponts. Passat el Km 16, s'ha d'agafar un camí a l'esquerra i en uns 500 m trobes la cabana.